# Ystads pastorat
Ystads pastorat var ett pastorat i Ljunits, Herrestads, Färs och Österlens kontrakt i Ystads kommun i Skåne län. 
Pastoratet bildades 2014 genom sammanslagning av:
- Sövestadsbygdens församling
- Ystads församling

Pastoratet upphörde 2022 efter sammanslagning av församlingarna och ersattes av enförsamlingspastoratet Ystad-Sövestads pastorat.
Pastoratskod var 070505.